# Machnower See (Rangsdorf)
Der Machnower See, auch Groß Machnower See, früher auch Praden oder Proden genannt, ist ein kleiner, stark verlandender See am Südende der Gemeinde Rangsdorf, Brandenburg, bzw. westlich von Groß Machnow (Ortsteil von Rangsdorf). Er bildet den Kern des Naturschutzgebietes Machnower See.

## Lage und Eigenschaften
Der Machnower See liegt ausschließlich auf Groß Machnower Markung, jedoch reichen die südlichen Ausläufer des Kernortes von Rangsdorf im Westen dichter an den See heran als der namengebende Ortsteil Groß Machnow östlich des Sees. Südwestlich des Sees liegt auf Groß Machnower Gemarkung der Wohnplatz Pramsdorf, ein im Mittelalter bis in die frühe Neuzeit eigenständiges Dorf. Der See ist stark im Verlanden und hat heute zwei voneinander getrennte Wasserflächen, deren Größe heute mit vier bis acht Hektar angegeben werden. 1903 hatte der See noch eine Größe von 19,8 ha. Seine Tiefe wurde mit vier Meter angegeben. 2011 wurde die Tiefe mit lediglich 50 cm angegeben. Von Norden fließt der Zülowgraben in den See und entwässert ihn im Südosten zum Zülowkanal hin.
Der See liegt in einer eiszeitlichen Schmelzwasserrinne, die sich von Norden aus dem Teltow in die Notte-Niederung zog. Der Seespiegel schwankt etwa im 50-cm-Bereich. Bei hohen Wasserständen werden die Bruchwälder, die den See umgeben überflutet.

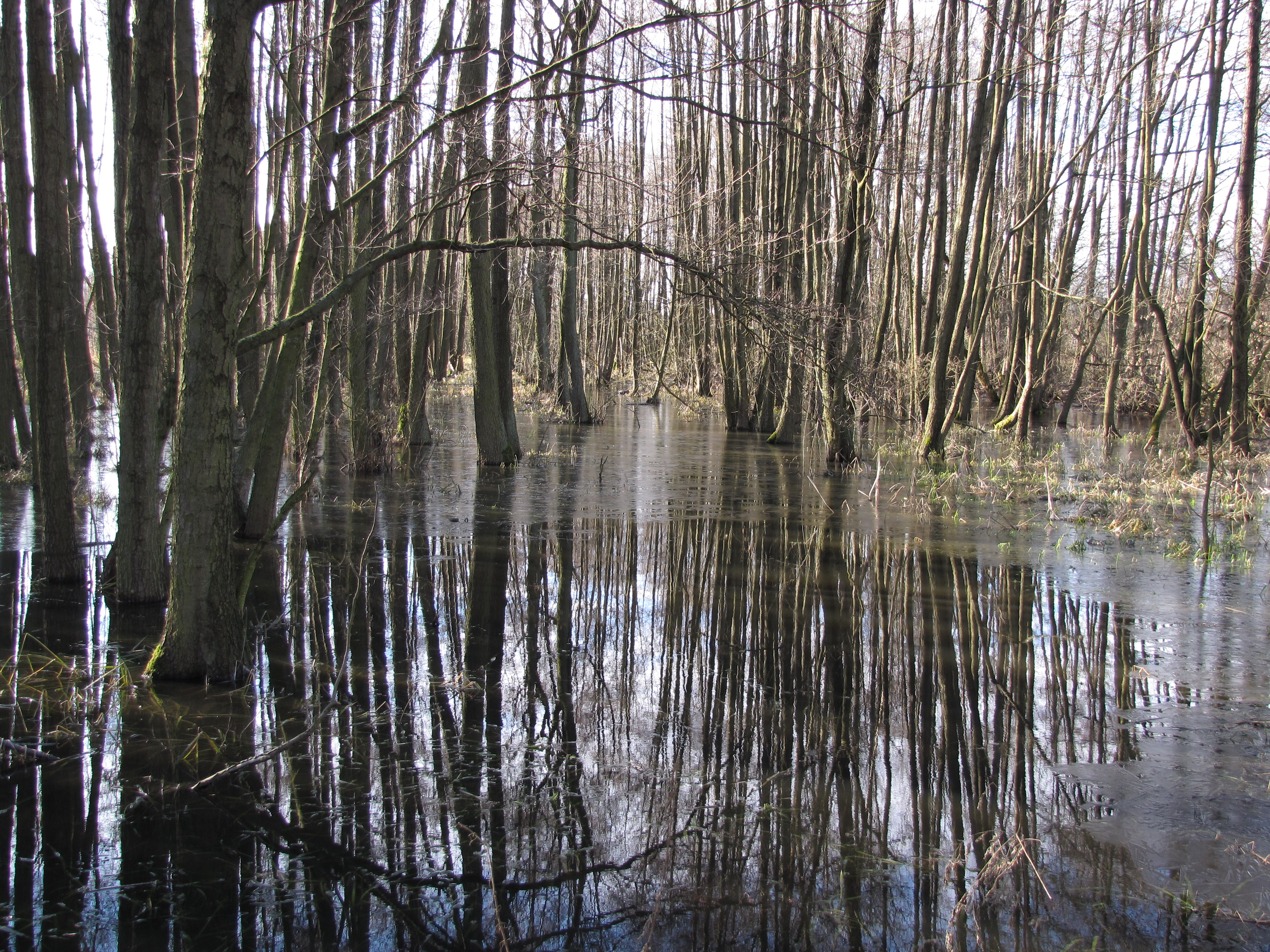
Bruchwald südlich der Straße von Groß Machnow nach Pramsdorf bei hohem Wasserstand (Februar 2011)

## Geschichte
Der Machnower See wurde früher auch Proden oder Praden genannt. Dieser Name hat sich heute noch im Namen des benachbarten Pramsdorf erhalten. In den ersten urkundlichen Nennungen (1375) hieß der Ort Prodensdunk, Prodensdunck oder Prodenstorff. Der Name Praden ist entweder slawischen Ursprungs oder es handelt sich um einen übertragenen Namen aus dem Niederländischen.
In den 1930er Jahren gab es Pläne, den Machnower See zum Seebad auszubauen. Bei Pramsdorf war ein Bahnhof geplant. Das Gelände sollte von Pramsdorf (Pramsdorfer Weg) entlang der Bahnlinie und dem Machnower See auf Rangsdorf zu mit einer „Landhaus-Kolonie“ bebaut werden. Die Pläne zerschlugen sich. Entlang der Bahnlinie wurde später eine Kiesgrube angelegt, die heute den Rangsdorfer Kiessee bildet.

## Nutzung
Der Machnower See ist der Kern des Naturschutzgebietes Machnower See. Die Uferbereiche sind unzugänglich. Die Seefläche ist nur durch den Abflusskanal beim Anglerhäuschen zu erreichen. Der Machnower See wird derzeit vom Anglerverein Groß Machnow zum Angeln genutzt.
Um die Verlandung des Sees aufzuhalten, beantragte die Gemeinde Rangsdorf drei Millionen Euro aus den Mitteln, die beim Bau des Flughafens Berlin Brandenburg International in Schönefeld für Ausgleichsmaßnahmen für die Eingriffe in die Umwelt zur Verfügung gestellt werden. Der Förderantrag wurde im Dezember 2010 abgelehnt. Allerdings stellte der Naturschutzfonds klar, dass es sich um keine endgültige Ablehnung handelt, sondern dass das Projekt erst in Angriff genommen werden sollte, wenn die Gemeinde Rangsdorf geeignete Maßnahmen zur Rückhaltung von Nährstoffen unternommen habe, die vom Zülowgraben in den Machnower See getragen werden. Die starke Befrachtung des Zülowgrabens mit Nährstoffen ist die Hauptursache für die derzeitige schnelle Verlandung des Sees.